# Motor lineal

Diagrama de cuerpo libre de un motor lineal sincrónico de canal en U. La vista es perpendicular al eje del canal. Los dos bobinados en el centro se encuentran conectados mecánicamente, y se energizan en "cuadratura" (con una diferencia de fase de 90° (π/2 radianes)). Si el bobinado inferior (tal como se muestra) se encuentra con la fase adelantada, entonces el motor se moverá hacia abajo (en el diagrama), y viceversa.

Un motor lineal es un motor eléctrico que posee su estator y su rotor "distribuidos" de forma tal que en vez de producir un torque (rotación) produce una fuerza lineal en el sentido de su longitud. El modo más común de funcionamiento es como un actuador tipo Lorentz, en el cual la fuerza aplicada es linealmente proporcional a la corriente eléctrica y al campo magnético {\displaystyle ({\vec {F}}=q\cdot {\vec {v}}\times {\vec {B}})}.
Se han desarrollado varios diseños de motores lineales, los cuales se enmarcan en dos categorías principales, motores lineales de baja aceleración y de alta aceleración. Los motores lineales de baja aceleración son apropiados para el tren maglev y otros usos en el campo del transporte de superficie. Los motores lineales de alta aceleración por lo general son relativamente cortos y se diseñan para acelerar un objeto a muy alta velocidad, por ejemplo véase el railgun.
Por lo general son utilizados para realizar estudios de colisiones con hipervelocidad, como armas, o como impulsores de masa de sistemas de propulsión de naves espaciales. Los motores de alta aceleración por lo general poseen diseños tipo motor de inducción lineal AC con un bobinado trifásico activo de un lado del entre hierro de aire y una placa conductora pasiva del otro lado. El motor lineal de corriente directa homopolar tipo railgun es otro diseño de un motor lineal de alta aceleración. Los motores de baja aceleración, alta velocidad y alta potencia por lo general son del tipo motores lineales sincrónicos (LSM), con un bobinado activo de un lado del entre hierro de aire y un conjunto de imanes con sus polos alternados del otro lado. Estos imanes pueden ser imanes permanentes o electroimanes. El motor del Shanghai Transrapid es un LSM.

## Tipos

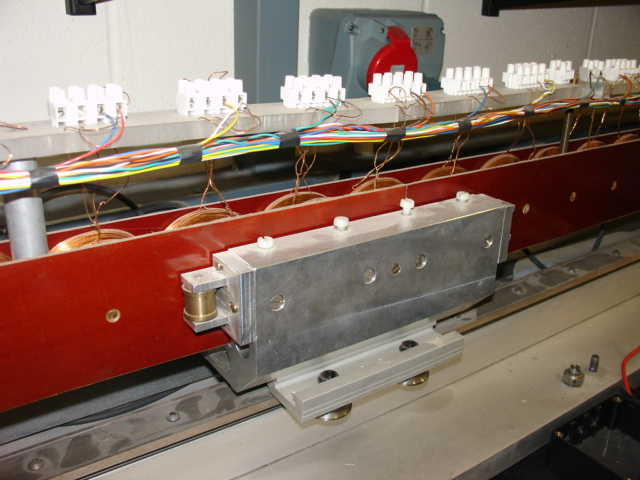
Prototipo de un motor lineal con bobinados separados visibles.

### Motor de inducción
En este diseño, la fuerza es producida desplazando un campo magnético lineal que actúa sobre conductores en el campo. En cualquier conductor, sea un bobinado, espira o simplemente un trozo de metal, que se coloca en este campo se inducirán corrientes de Foucault creando un campo magnético opuesto, según determina la ley de Lenz. Los dos campos magnéticos opuestos se repelerán, creando el movimiento en la medida que el campo magnético barre el metal.

### Motor sincrónico
En este diseño, por lo general se controla la velocidad de desplazamiento del campo magnético mediante dispositivos electrónicos, para regular el movimiento del rotor. Debido a razones de costo los motores sincrónicos lineales raramente utilizan conmutadores, por lo que el rotor a menudo contiene imanes permanentes, o hierro dulce. Ejemplos de este tipo de motores son los coilguns y los motores utilizados en los sistemas maglev.

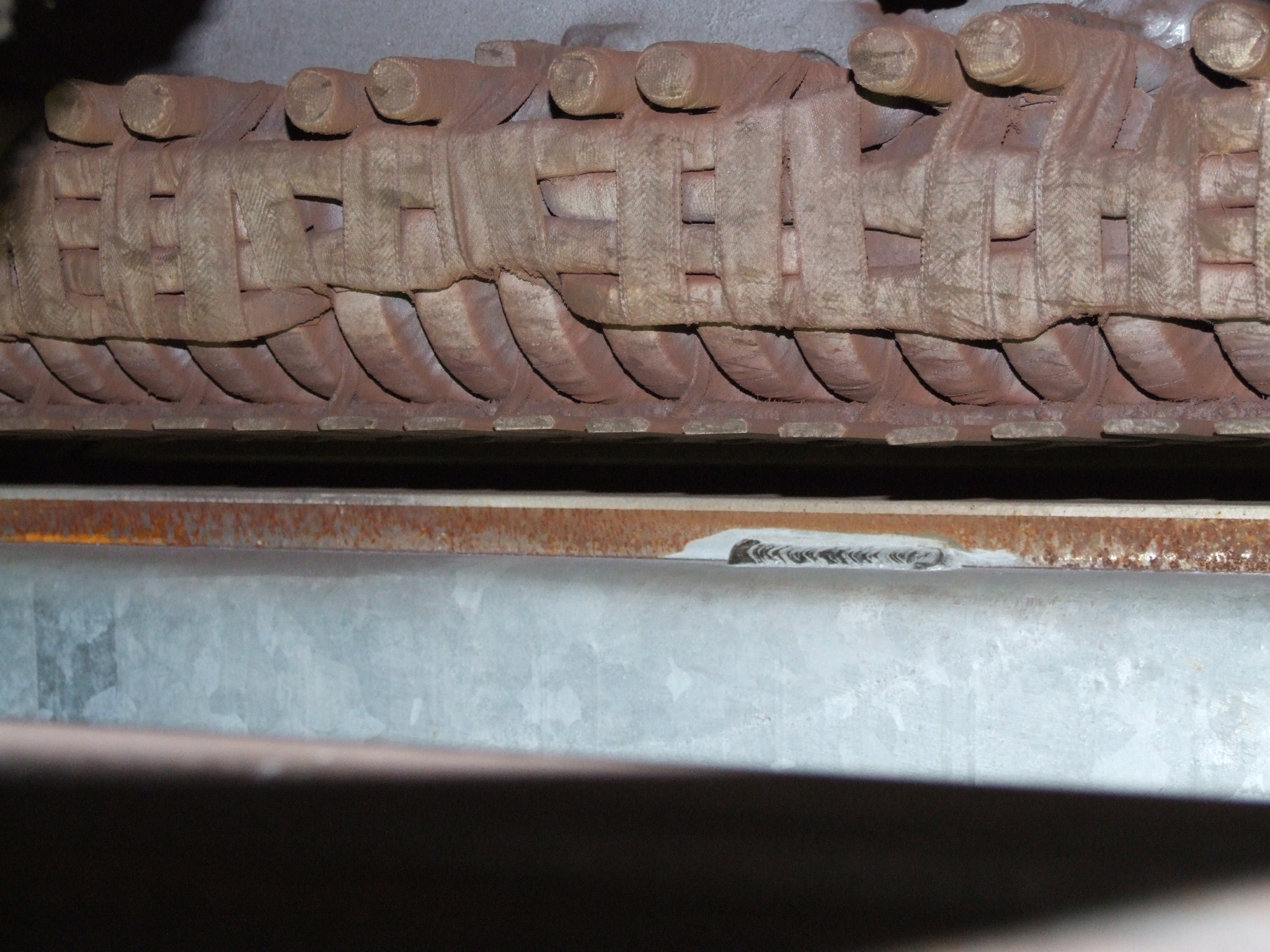
Un motor lineal de tren, en uso en la línea Toei Oedo.

### Homopolar
En este diseño se pasa una corriente elevada a través de un sabot metálico por contactos deslizantes que son alimentados desde dos rieles. El campo magnético que esta acción produce hace que el metal se proyecte por las vías.

### Piezo eléctrico
Un sistema piezo eléctrico a menudo es utilizado para impulsar motores lineales pequeños.

## Historia

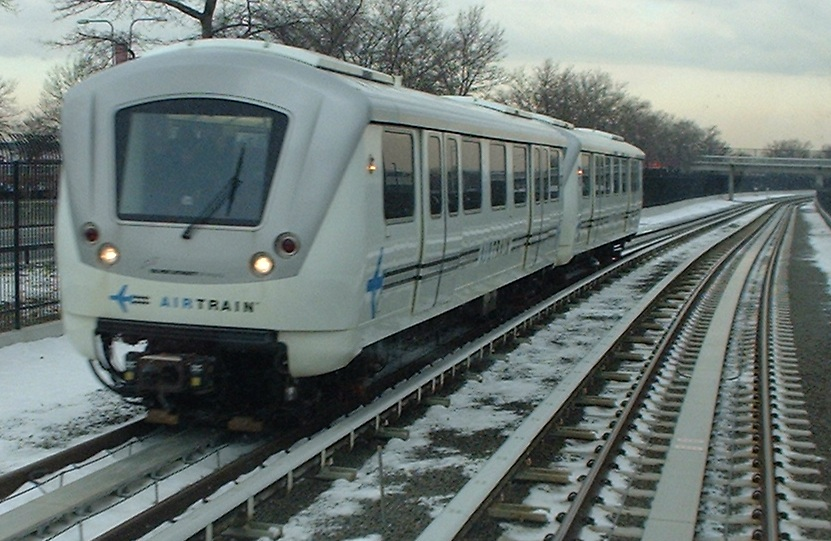
Los trenes ART se impulsan utilizando una cinta de inducción de aluminio ubicada entre los rieles.

### Motores con aceleración baja
Los primeros desarrollo de motores lineales eléctricos se remontan a 1840, con los trabajos de Charles Wheatstone en el King's College en Londres, pero el modelo de Wheatstone era muy ineficiente lo cual lo hacía poco práctico. Un motor de inducción lineal posible es descrito en la patente norteamericana US 782312 ( 1905 - inventor Alfred Zehden de Frankfurt-am-Main ), para desplazar trenes o elevadores. El ingeniero alemán Hermann Kemper construyó un modelo funcional en 1935. A finales de la década de 1940 el profesor Eric Laithwaite del Imperial College en Londres desarrolló el primer modelo funcional a escala real. En una versión de un solo lado las fuerzas de repulsión magnéticas empujan a que el conductor se aleje del estator, haciéndolo levitar, y desplazándolo en la dirección del campo magnético desplazable. Posteriormente estas versiones fueron denominadas "río magnético".
Debido a estas características, los motores lineales han sido utilizados a menudo para propulsión mediante levitación magnética (maglev) de ferrocarriles, como por ejemplo en el tren de levitación magnética Linimo japonés cerca de Nagoya. Sin embargo, los motores lineales han sido utilizados independientemente de la levitación magnética, como en los sistemas Advanced Rapid Transit de Bombardier y en varios subterráneos modernos japoneses incluida la línea Toei Oedo en Tokio.
Una tecnología similar aunque con algunas modificaciones se utiliza en algunas montañas rusas, pero en la actualidad todavía es poco utilizado en tranvías urbanos, aunque ello sería posible de implementar si se ubicara el motor lineal en un conducto escondido en una ranura en el pavimento.
Además del transporte público, se ha propuesto el uso de motores lineales verticales para dispositivos de ascenso en minas profundas, y el uso de motores lineales se encuentra en crecimiento para dispositivos de control de movimiento. A menudo son utilizados en puertas corredizas, tales como las que poseen los tranvías de piso bajo como el Citadis y el Eurotram. También existen motores lineales de doble eje. Estos dispositivos especializados han sido utilizados para permitir un desplazamiento directo X-Y para corte de tela y placas de metal mediante láseres de precisión, dibujo automatizado, y armado de cables. Los motores lineales más utilizados son el LIM (motor de inducción lineal) y el LSM (motor sincrónico lineal). Los motores lineales DC no son utilizados ya que su costo es mayor y los SRM lineales poseen una potencia baja. 

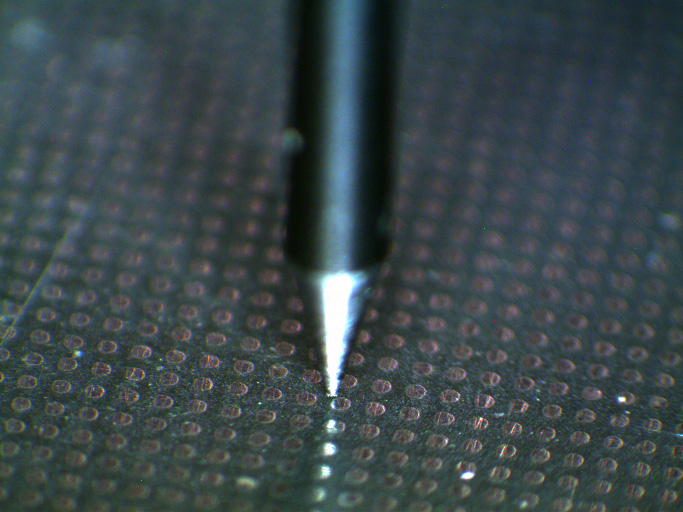
Detalle de una superficie de conductor plano pasivo de un motor lineal de control de movimiento.

### Motores con gran aceleración
Se ha propuesto el uso de motores lineales de alta aceleración para varias aplicaciones.
Se los ha evaluado para utilizarlos en armas para impulsar proyectiles, dado que las municiones perforadoras de blindaje actuales consisten de pequeños proyectiles con una muy alta energía cinética, para lo cual estos motores son adecuados. Muchas montañas rusas de parques de diversiones utilizan en la actualidad motores de inducción lineales para impulsar el tren a alta velocidad, como un sistema alternativo a la elevación del tren por medios mecánicos al comienzo del recorrido. La marina de Estados Unidos también utiliza los motores lineales de inducción en el Electromagnetic Aircraft Launch System que reemplazará las tradicionales catapultas de vapor en los portaaviones. También se ha propuesto su uso para propulsión de naves espaciales. En este contexto son denominados impulsores de masa. La forma más simple de utilizar impulsores de masa para propulsión de naves espaciales es construir un gran impulsor de masa capaz de acelerar carga hasta la velocidad de escape, aunque también se ha considerado el lanzamiento de un sistema de despegue reusable (RLV) como el StarTram a órbita terrestre baja.
Los motores lineales de alta aceleración son difíciles de diseñar por una variedad de razones. Estos motores requieren liberar grandes cantidades de energía durante períodos de tiempo muy breves. El diseño de un lanzador de cohetes requiere de 300 Giga Joules en cada lanzamiento al espacio en un periodo de tiempo menor a 1 segundo. Los generadores eléctricos normales no pueden hacer frente a este tipo de demanda, pero es posible utilizar métodos de almacenamiento de energía eléctrica de liberación rápida. Los capacitores son voluminosos y caros pero pueden suministrar grandes cantidades de energía de manera rápida. Los generadores homopolares pueden ser utilizados para convertir rápidamente la energía cinética de un volante de inercia en energía eléctrica. Los motores lineales de alta aceleración también requieren campos magnéticos muy elevados; los campos magnéticos son a menudo demasiado intensos como para que sea posible utilizar superconductores. Sin embargo, mediante un diseño adecuado, esto puede ser resuelto.
Existen dos diseños básicos para motores lineales de alta aceleración: railguns y coilguns. 

Diagrama simplificado del cañón Gauss o coilgun.

El funcionamiento del railgun se basa en el principio del motor homopolar: un par de conductores paralelos (los rieles) son alimentados por una corriente eléctrica. El proyectil se coloca haciendo contacto con ambos, para cerrar el circuito. La corriente que se produce interactúa con los fuertes campos magnéticos generados por el paso de la electricidad a través de los conductores y esto acelera el proyectil linealmente en la dirección de los rieles.